# Drepanocnemis hirticeps
Drepanocnemis hirticeps är en tvåvingeart som beskrevs av Stein 1911. Drepanocnemis hirticeps ingår i släktet Drepanocnemis och familjen husflugor. Inga underarter finns listade i Catalogue of Life.